# Носенко, Владислав Валерьевич
Владисла́в Вале́рьевич Носе́нко (азерб. Vladislav Nosenko; род. 6 декабря, 1970) — советский и азербайджанский футболист. Выступал за сборную Азербайджана.

## Футбольная карьера
Футбольную карьеру начинал в азербайджанском клубе 3 зоны второй низшей лиги СССР «Ширван» из Кюрдамира, второй круг 1991 года отыграл в бакинском «МЦОП-Динамо». Позже выступал в украинских клубах «Кривбасс» и «Звезда» из Кировограда.
В 2001 году перешёл в «Динабург». В первой же игре вышел в стартовом составе.
В 2003 вернулся на Украину, летом 2004 года покинул «Зарю».
Карьеру доигрывал в Казахстане, в клубе «Булат-АМТ».